# HD 12661 b
HD 12661 b ist ein Exoplanet, der den gelben Zwerg HD 12661 alle 262,53 Tage umkreist. Auf Grund seiner hohen Masse wird angenommen, dass es sich um einen Gasplaneten handelt.

## Entdeckung
Der Planet wurde mit Hilfe der Radialgeschwindigkeitsmethode von Debra Fischer et al. im Jahr 2000 entdeckt.

## Umlauf und Masse
Der Planet umkreist seinen Stern in einer Entfernung von ca. 0,831 Astronomischen Einheiten und hat eine Masse von ca. 743,9 Erdmassen bzw. 2,34 Jupitermassen.